# Penthemimeres
Penthemimeres (griechisch; die Penthemimeres; lateinisch caesura semiquinaria „fünf halbe Teile“, nämlich  halbe Versfüße) ist in der antiken Verslehre eine Zäsur nach dem fünften Halbfuß eines Verses, also im dritten Versfuß. Ein Beispiel ist die Hauptzäsur im Hexameter, die Zäsur hier mit  ‖  markiert:
—◡◡. —◡◡. — ‖ ◡◡. —◡◡. —◡◡. —×
Diese Zäsur wird auch „heroische männliche“ genannt (männlich, da das Kolonende eine Hebung ist), im Gegensatz zur „weiblichen“ Zäsur Katà tríton trochaíon.
Weitere Beispiele für Penthemimeres sind
- die Hauptzäsur im jambischen Trimeter:

◡—.◡— ◡ ‖ —. ◡—. ◡—. ◡×
- die feste Dihärese des daktylischen Pentameters:

—◡◡. —◡◡. — ‖ —◡◡. —◡◡. ×
Ein Beispiel gibt die deutsche Nachbildung eines Hexameters von Johann Heinrich Voß:
Traurige, traurige Nacht! du schwarze Botin des Schicksals!
—◡◡. —◡◡. — ‖ ◡. —◡. —◡◡. —◡